# Rio Gropşoarele Stână
O Rio Gropşoarele Stână é um rio da Romênia, afluente do Gropşoarele, localizado no distrito de Prahova.